# Fluviální svahové pochody
Fluviální svahové pochody (od fluvius – řeka nebo pluvia – dešťová voda, oboje z latiny) jsou erozní pohyby odehrávající se na svahu, podmíněné vodou, jejím pohybem a množstvím, ale také aktuálním stavem svahu.

## Základní svahové pohyby

### Vliv povrchové vody
Základním pohybem je povrchový ron, což je nesoustředěné stékání srážkové vody po svahu.
Při větším dešti, intenzivním tání sněhu nebo přílišné nasycenosti půdy vodou začne voda stékat ve směru sklonu a jakmile mocnost vodní masy dosáhne únosnosti, dojde k jejímu stečení po svahu, přičemž s sebou bere drobné částečky povrchu.

Pokud se voda pohybuje laminární (plošně), jakoby na jemném filmu – tento pohyb se nazývá plošný splach. K němu dochází zejména v aridních oblastech, kde mu nebrání vegetace.
Mnohem častěji se ale vlivem terénních nerovností na svahu vytvoří stružky (části laminárního pokryvu) s různou hloubkou. Toto je tzv. stružková eroze (vytváří se erozní rýhy).

Sufoze

### Podzemní voda
Povrchová a podpovrchová voda spolu vytváří čtyři základní skupiny s dalšími podtypy svahových procesů:
- sufoze
- soliflukce
- tečení – za jistých podmínek (např. otřes) může dojít k ztekucení jílů, které se pak velmi rychle pohybují po svahu.
- plíživý pohyb zvětralin – velmi pomalý pohyb hmoty po svahu, především díky změně teploty (vliv na objem hmot) a dále se dělí na plíživý pohyb půdy (pohyb svrchních částí půdy vyvolaný provlhčením do hloubky 1 m) a plíživý pohyb suti (pomalý pohyb úlomků, uložených volně na sobě).

Jehlovitý led

### Voda v pevném skupenství
Pohyby a procesy souvisí s táním a mrznutím vody v půdě. Dělí se na:
- mrazové klouzání suti – led tvoří kluzné plochy, po nichž suť klouže na úpatí svahu, kde obvykle vzniká suťové pole.
- mrazové vzdouvání – proces vyvolaný podpovrchovou vodou, která pod povrchem zmrzne a buď úlomky nazdvihne a po roztání je posune ze svahu (vzdouvání úlomků) nebo úlomky „vymrznou“ – vytvoří se pod nimi ledový polštář, který je nazdvihává, až dosáhnou povrchu (vymrzání úlomků).
- jehlovitý led – částečky půdy jsou vyzdviženy rychle zmrzlou vodou v podobě jehel a po jejím tání ohybem padají ve směru sklonu svahu.
- kongeliflukce – kryogenní obdoba soliflukce.
- laviny